# Safaritanais macrocephalus
Safaritanais macrocephalus is een naaldkreeftjessoort . De wetenschappelijke naam van de soort is voor het eerst geldig gepubliceerd in 1987 door Kudinova-Pasternak.